# DelNS1-2019-nCoV-RBD-OPT
DelNS1-2019-nCoV-RBD-OPT（鼻喷流感病毒载体新冠肺炎疫苗，商品名：沁可宁/Pneucolin）是北京万泰生物药业股份有限公司和厦门大学、香港大学合作研发的2019冠状病毒病候选疫苗。该疫苗以双重减毒甲型流感病毒为载体，插入SARS-CoV-2病毒刺突蛋白RBD基因片段，研发工作由厦门大学教授夏宁邵牵头。
2022年12月初，该疫苗获中国国家药品监督管理局组织论证同意紧急使用，但尚未正式获批上市。同月14日，中华人民共和国国家卫生健康委员会印发的《新冠病毒疫苗第二剂次加强免疫接种实施方案》将“3剂灭活疫苗+1剂北京万泰鼻喷流感病毒载体新冠病毒疫苗”列为第二剂次加强免疫的选项之一。

## 同类疫苗
- COVI-VAC